# 대안우파

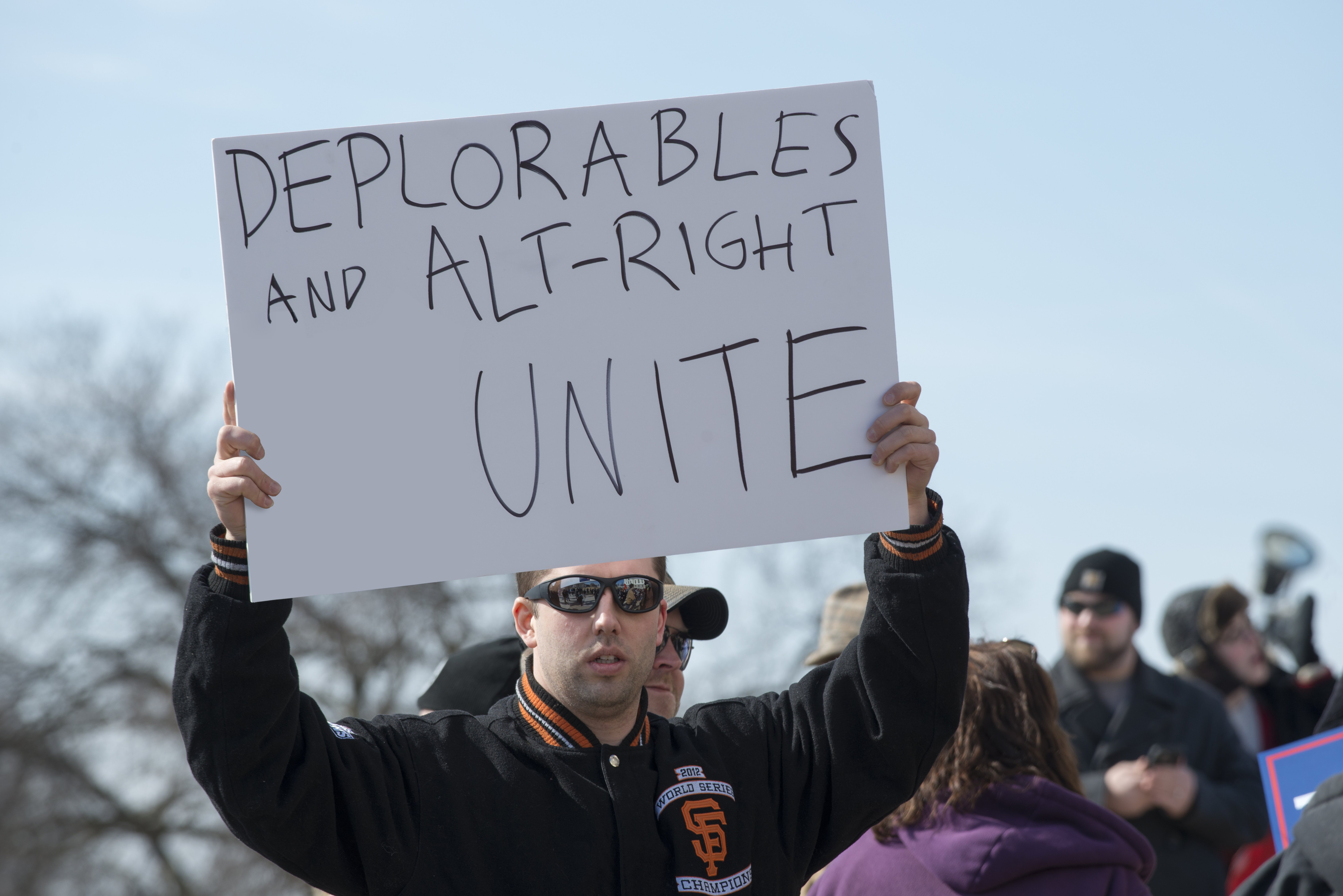
시위하는 도널드 트럼프 지지자

대안우파(代案右派, alternative right 얼터너티브 라이트[*], 약칭 alt-right 얼트라이트[*])는 미국 주류 보수주의의 대안으로서 제시된 우익의 한 부류이다. 이들은 다문화주의와 불법이민자에 대한 반대 움직임을 비롯하여 미국의 기성 우파 세력과는 다른 주장으로 특징지며, 단일한 공식적인 이데올로기라기보다는 극단적인 백인우월주의, 반유대주의, 토착주의, 우익대중주의, 이슬라모포비아, 반여성주의 등의 성격을 가진 여러 사상이 혼합된 형태로, 주로 인터넷 커뮤니티를 중심으로 세력이 확산되었다. 2016년 미국 대통령 선거에서 당선된 도널드 트럼프의 극성 지지자들을 중심으로 급부상하여 주목받기 시작했으며, 현재에도 지지자들 중에서 주류를 차지한다.

## 역사
2010년 백인우월주의자인 리처드 스펜서의 "대안적인 우파(The Alternative Right)"라는 웹진을 시초로 본다. 그의 사상은 보수주의, 반동주의, 누벨 드로이트(Nouvellee Droite)의 영향을 받았다. 그의 용어는 "alt-right"로 축약되어 미국의 극우 성향의 커뮤니티 포럼인 포챈(4chan)의 정치 게시판인 "/pol/"의 사용자들에 의해 대중화되었다.
2014년 미국의 게이머게이트 논쟁에서는 인터넷 트롤과 사이버폭력을 적극 활용하여 그 세력을 확장하였다.
특히 2015년에는 도널드 트럼프를 적극 지지하였고, 스티브 배넌의 브라이트바트 뉴스의 주로 보도 되면서 많은 관심을 끌었다. 한편 미국 대통령에 당선된 도널드 트럼프는 2016년 11월 22일 뉴욕 타임스와의 인터뷰에서 대안 우파에 힘을 실어주고 싶지 않다고 말하며 그들을 거부한다고 밝혔다.
2017년 8월에는 버지니아주 시의회가 남부연합 총사령관인 로버트 E. 리 장군의 동상 철거를 의결하자, 이에 반발하는 "우파여, 단결하라(유나이트 더 라이트 랠리Unite the Right Rally)" 집회가 조직되었다. 하지만 8월 12일 집회 도중 시위자 한 명이 자신의 차로 시위 반대차를 공격했고, 이로 인해 1명이 죽고 19명이 다쳤다. 이 사건으로 대안우파에 대한 여론이 악화되었으며, 주류 소셜 미디어들은 대안우파와 관련된 계정을 영구 정지 조치시켰다.

## 같이 보기
- 고보수주의
- 트럼프주의
- QAnon
- 신국민주의